# 256-та піхотна дивізія (Третій Рейх)
256-та піхотна дивізія (Третій Рейх) (нім. 256. Infanterie-Division) — піхотна дивізія Вермахту за часів Другої світової війни.

## Історія
256-та піхотна дивізія створена 26 серпня 1939 року в Дрездені в IV-му військовому окрузі (нім. Wehrkreis IV) у ході 4-ї хвилі мобілізації Вермахту.

## Райони бойових дій
- Протекторат Богемії та Моравії (серпень — листопад 1939);
- Німеччина (листопад 1939 — травень 1940);
- Франція (травень 1940 — лютий 1941);
- Генеральна губернія (лютий — червень 1941);
- СРСР (північний напрямок) (червень — вересень 1941);
- СРСР (центральний напрямок) (вересень 1941 — липень 1944).

## Командування

### Командири
- генерал-лейтенант Йозеф Фольттманн (нім. Josef Folttmann) (26 серпня 1939 — 10 січня 1940);
- генерал-лейтенант Гергард Кауффманн (нім. Gerhard Kauffmann) (10 січня 1940 — 4 січня 1942);
- генерал-лейтенант Фрідріх Вебер (нім. Friedrich Weber) (4 січня — 14 лютого 1942);
- генерал-лейтенант Пауль Дангаузер (нім. Paul Danhauser) (14 лютого 1942 — 24 листопада 1943);
- генерал-лейтенант Альбрехт Вюстенгаген (нім. Albrecht Wüstenhagen) (24 листопада 1943 — 26 червня 1944, загинув у бою[1]).